# 夏・全・開
『夏・全・開』（なつぜんかい）は、日本のギタリストである高中正義が1984年7月10日にリリースした11枚目のオリジナルアルバムである。

## 解説
キャッチコピーは「ようこそ、夏の王国へ。」。
前作『CAN I SING?』から9ヵ月ぶりとなるオリジナルアルバムで、発売当初は『高中正義 and 楽園ガールズ』名義で発売された。
アルバムのタイトル通り、夏を意識したアルバムとなっている。
高中バンドに参加していた高橋ゲタ夫、木村誠、ペッカー、森村献らが参加していたサルサバンドのオルケスタ・デル・ソルが演奏した「CUBAN HEELS」以外は、前作に続いて打ち込みをほぼ全面的に使用しており、このレコーディングのためにMIDI化される前のオーバーハイムのシンセサイザーにドラムマシン、ミュージックシーケンサーを購入している。
このアルバムをもって、Kitty Recordsからリリースされた最後のアルバムとなり、翌年の1985年に東芝EMI内のレーベルであるEASTWORLDに移籍した。

## 批評
『CDジャーナル』は、「もろに夏向きのサウンド。アルバム・ジャケットから、高中の涼しいギター・サウンド……と全てが夏。これはクーラーのきいた部屋で、ミュージック・インテリアとして流しておきたいアルバムですな。」と批評した。

## 収録曲

### A面
| 全作詞: Chris Mosdell、全作曲: 高中正義。 |                          |               |            |          |      |
| #                                         | タイトル                 | 作詞          | 作曲・編曲 | 編曲     | 時間 |
| 1.                                        | 「ようこそ、夏の王国へ」 | Chris Mosdell | 高中正義   | 高中正義 | 4:02 |
| 2.                                        | 「PARADIZZY」            | Chris Mosdell | 高中正義   | 高中正義 | 2:53 |
| 3.                                        | 「EYELANDS」             | Chris Mosdell | 高中正義   | 高中正義 | 3:55 |
| 4.                                        | 「CUBAN HEELS」          | Chris Mosdell | 高中正義   | 森村献   | 4:24 |
| 5.                                        | 「大航海時代」           | Chris Mosdell | 高中正義   | 高中正義 | 5:18 |
| 合計時間:                                 | 合計時間:                | 合計時間:     | 20:32      |          |      |

### B面
| 全作曲・編曲: 高中正義。 |                           |               |            |      |
| #                        | タイトル                  | 作詞          | 作曲・編曲 | 時間 |
| 1.                       | 「DANCING TO CAT GUITAR」 | Chris Mosdell | 高中正義   | 3:57 |
| 2.                       | 「SUMMERTIME BLUES」      | レオナ新里    | 高中正義   | 4:37 |
| 3.                       | 「RETURN ACE」            |               | 高中正義   | 4:21 |
| 4.                       | 「NEPTUNE」               |               | 高中正義   | 5:08 |
| 5.                       | 「OYASUMI」               |               | 高中正義   | 1:52 |
| 合計時間:                | 合計時間:                 | 合計時間:     | 19:55      |      |

## 楽曲解説

### A面
1. ようこそ、夏の王国へ
  - 先行シングル。ノンクレジットだがアルバムバージョンであり、曲の冒頭にスネークマンショーの伊武雅刀による台詞が追加されている[注釈 2]。
2. PARADIZZY
3. EYELANDS
4. CUBAN HEELS
  - この楽曲のみ、森村献が編曲を担当している。
5. 大航海時代

### B面
1. DANCING TO CAT GUITAR
  - シングル「ようこそ、夏の王国へ」のB面曲。
2. SUMMERTIME BLUES
  - 北大路欣也が出演したマツダ『ファミリア』CMソング
3. RETURN ACE
4. NEPTUNE
5. OYASUMI

## 参加ミュージシャン
| ようこそ、夏の王国へ - Guitar, OB-8, Vocal, DMX, DSX：TAKANAKA - Keyboard：MiMi KOBAYASHI - Vocal：CINDY - Rap：CHRIS PARADIZZY - Guitar, OB-8, DMX, DSX：TAKANAKA - Chorus：EVE EYELANDS - Guitar, OB-8, DMX, DSX：TAKANAKA - Chorus：EVE CUBAN HEELS - Guitar, OB-8, DMX, DSX：TAKANAKA - Chorus：EVE - Rhythm&Hones：オルケスタ・デル・ソル - Synthesizer：森村献 大航海時代 - Guitar, OB-8, DMX, DSX：TAKANAKA - Chorus：EVE | DANCING TO CAT GUITAR - Guitar, OB-8, DMX, DSX：TAKANAKA - Chorus：EVE - Rap：CHRIS SUMMERTIME BLUES - Guitar, OB-8, DMX, DSX：TAKANAKA - Chorus：EVE RETURN ACE - Guitar：TAKANAKA - Guitar, Synthesizer Operation：鳥山雄司 - Keyboards：森村献 NEPTUNE - Guitar, OB-8, DMX, DSX：TAKANAKA - Keyboards：森村献 OYASUMI - Guitar：TAKANAKA - Synthesizer：鳥山雄司 |